# Império da Mathias
Associação Esportiva Recreativa Beneficente e Cultural Império da Mathias é uma escola de samba da cidade de Canoas, no Rio Grande do Sul. A escola localiza-se no bairro Mathias Velho.

## Segmentos

### Presidentes
| Nome                | Mandato | Ref.  |
| ------------------- | ------- | ----- |
| Mariangela da Silva | ? - ?   | [ 2 ] |

### Diretores
| Ano  | Diretor de Carnaval | Diretor de harmonia | Mestre de bateria | Ref.  |
| ---- | ------------------- | ------------------- | ----------------- | ----- |
| 2013 | Carlos Gaúcho       |                     |                   | [ 2 ] |
| 2017 |                     |                     |                   |       |

## Carnavais
| Ano  | Colocação                                               | Grupo                                                   | Enredo                                                                                 | Ref.                                                    |                                                         |
| ---- | ------------------------------------------------------- | ------------------------------------------------------- | -------------------------------------------------------------------------------------- | ------------------------------------------------------- | ------------------------------------------------------- |
| 2006 |                                                         | Único                                                   | O sonho de voar.                                                                       | [ 3 ]                                                   |                                                         |
| 2007 |                                                         | Único                                                   | Em sonho descartou a pobreza. Na realidade mudou para ser feliz.                       | [ 4 ]                                                   |                                                         |
| 2008 | 3º lugar                                                | Único                                                   | A Origem do Fogo - Uma Lenda Caingangue                                                | [ 5 ]                                                   |                                                         |
| 2009 | 8º lugar                                                | Único                                                   |                                                                                        | [ 6 ]                                                   |                                                         |
| 2010 | 9º lugar                                                | Único                                                   | Da mãe África uma história de bravura e coragem.                                       | [ 7 ] [ 8 ]                                             |                                                         |
| 2011 | 8º lugar                                                | Único                                                   | A chegada do vinho ao Rio Grande do Sul.                                               | [ 1 ] [ 9 ] [ 10 ]                                      |                                                         |
| 2012 | Vice-campeã                                             | Acesso                                                  | Da mãe África, uma história de coragem                                                 | [ 11 ] [ 12 ]                                           |                                                         |
| 2013 | Campeã                                                  | Acesso                                                  | O destino é a nossa razão, fundamental no carnaval é a educação.                       | [ 2 ] [ 13 ] [ 14 ] [ 15 ]                              |                                                         |
| 2014 | 6º lugar                                                | Especial                                                | Nosso País de Norte a Sul, viajando nas lendas do Norte até chegar nas prendas do Sul. | [ 16 ] [ 17 ]                                           |                                                         |
| 2015 | Desfile sem avaliação em um bairro da cidade de Canoas. | Desfile sem avaliação em um bairro da cidade de Canoas. | Desfile sem avaliação em um bairro da cidade de Canoas.                                | Desfile sem avaliação em um bairro da cidade de Canoas. | Desfile sem avaliação em um bairro da cidade de Canoas. |
| 2016 | 3º lugar                                                | Acesso                                                  | A Sombra e o Disfarce                                                                  | [ 19 ] [ 20 ] [ 21 ]                                    |                                                         |

## Título
- Campeã do grupo de acesso em Canoas: 2013

## Prêmios
- Estandarte de ouro

Grupo de Acesso
- 2016: Mestre-sala e porta-bandeira, e comissão de frente.